# Mallorca
Mallorca (katalánsky Mallorca [majorka]) je ostrov náležící Španělsku, největší z Baleárských ostrovů. Leží v západní části Středozemního moře ve vzdálenosti přibližně 200 kilometrů od španělského pobřeží. Jeho rozloha činí 3 648 km² a žije zde 920 tisíc obyvatel.
Jde o největší a druhý nejlidnatější ostrov Španělska. Zhruba 200 km severně se nachází Barcelona, 300 km západně Valencie a stejně daleko na jih je Alžír.
Jeho největším a zároveň i hlavním městem je Palma de Mallorca. Mallorca je častým cílem turistů a cestovní ruch je jedním z hlavních zdrojů příjmů tamního obyvatelstva. Každoročně navštíví Mallorcu 12 milionů turistů, hlavně Němců.
Místní obyvatelé se živí kromě cestovního ruchu i zemědělstvím a pěstováním vína. Mluví se zde tzv. mallorquí, dialektem katalánštiny, vedle ní je úředním jazykem též španělština.

## Historie
Během doby bronzové a doby železné existovala na ostrovech Mallorca a Menorca Talajotická kultura, po které zde zůstaly kamenné megality.
Mallorcu obývali a dobývali v minulosti Římané, Maurové i Byzantinci, proto se zde dochovalo mnoho stavebních památek, které připomínají působení různých kultur a etnik. Kolonizací i kartograficky zruční Římané dali Mallorce jméno, které ve španělské verzi zůstává a znamená "Ta největší".
Na obranu ostrova před Barbarskými piráty ze Severní Afriky bylo od 16. století podél pobřeží postaveno na 84 obranných věží.

## Památky a zajímavosti

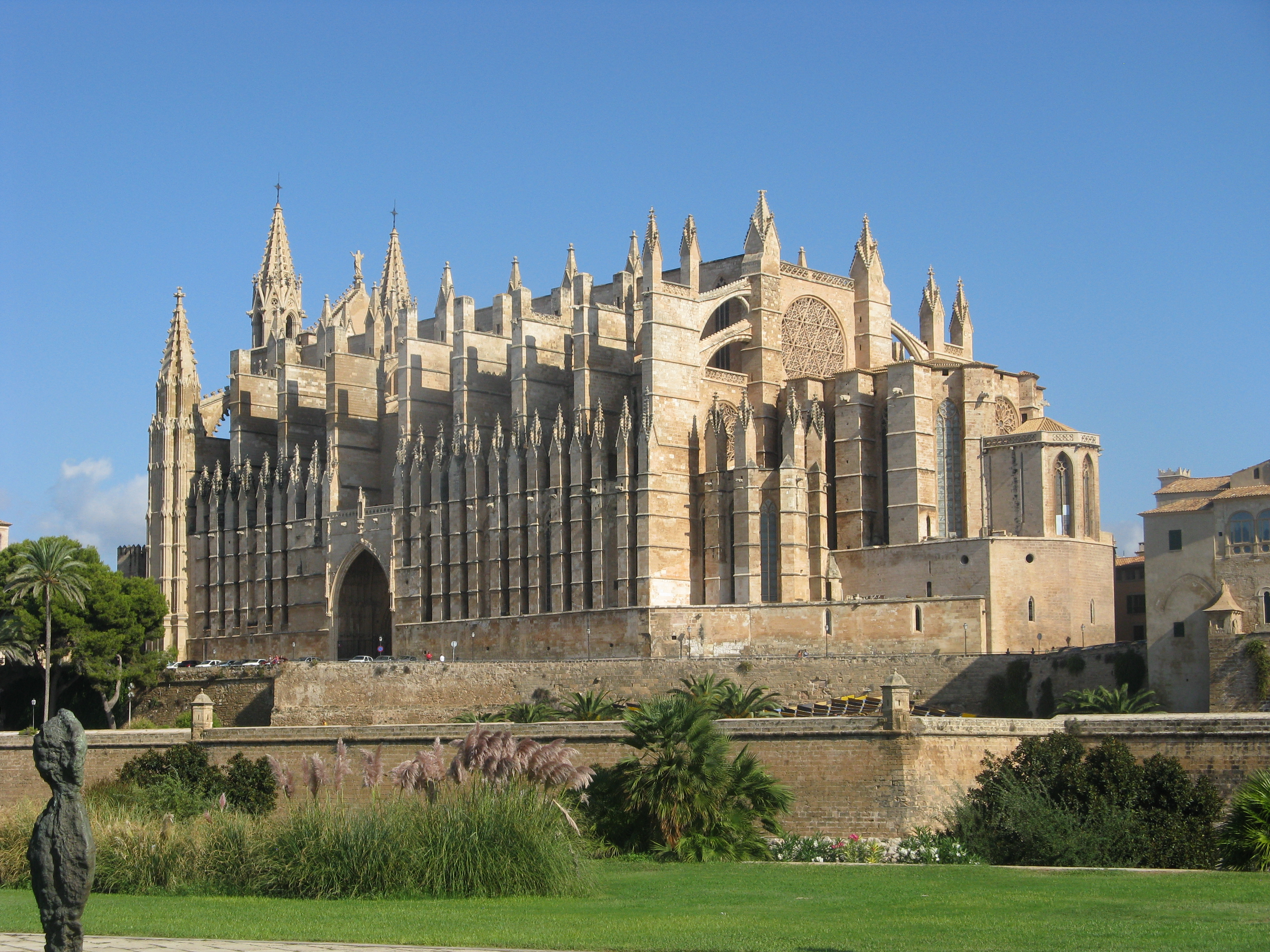
Katedrála Le Seu - katedrála světla

Hlavnímu městu Palmě dominuje katedrála La Seu (katedrála světla), která byla dostavěna v roce 1587. K vidění je i gotický hrad, který nechal postavit Jakub II. Ten sloužil jako vězení až do 20. století. Byzantskou periodu připomínají základy baptisteria na půdorysu kříže s trojlistou nádrží na vodu. Po Arabech zde zůstaly arabské lázně z 10. století. Hlavní zástavba pochází z období panování aragonských králů a španělských Habsburků.
Roku 1399 byl založen kartuziánský klášter Valldemosa, jehož stavby spolu s lékárnou byly obnoveny v klasicistním slohu. Pobýval tam v letech 1838 – 1839 (v posledních letech svého života) polský skladatel Frederik Chopin se spisovatelkou George Sandovou.
Z technických památek se v provozu zachovala dráha starého vlaku, která vede z Palmy do městečka Sóller a zpět.
Pro turistiku Mallorcu objevil velkovévoda toskánský Ludvík Salvátor, který si v Palmě zbudoval jedno ze sídel.
Kromě Palmy je na Mallorce několik oblíbených městeček. Např. Deia – městečko se strmými uličkami, které si oblíbili především umělci, Andratx plný starých kostelů nebo Alcudia s římskými hradbami.

## Části ostrova

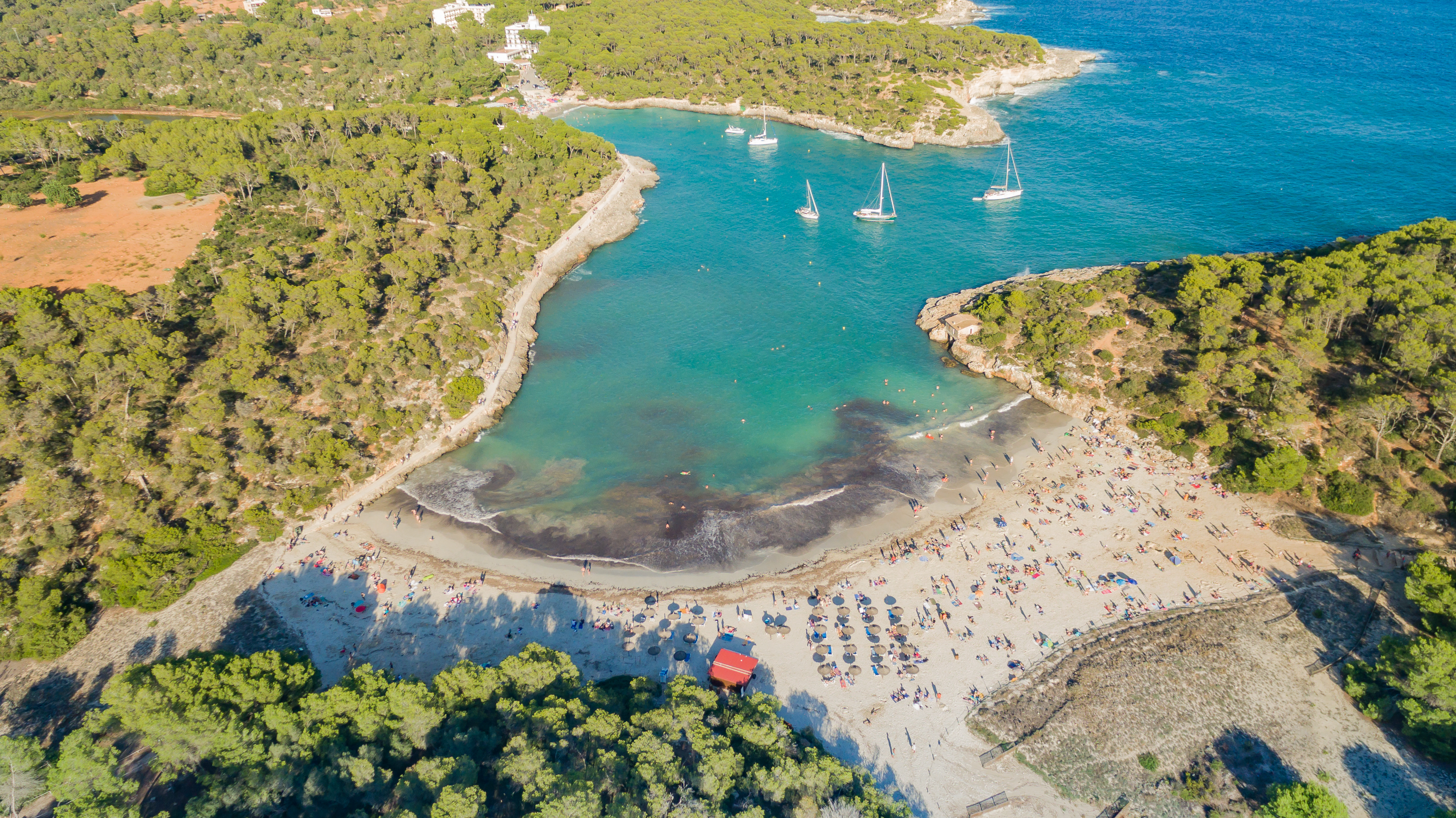
Pláž Cala Amarador

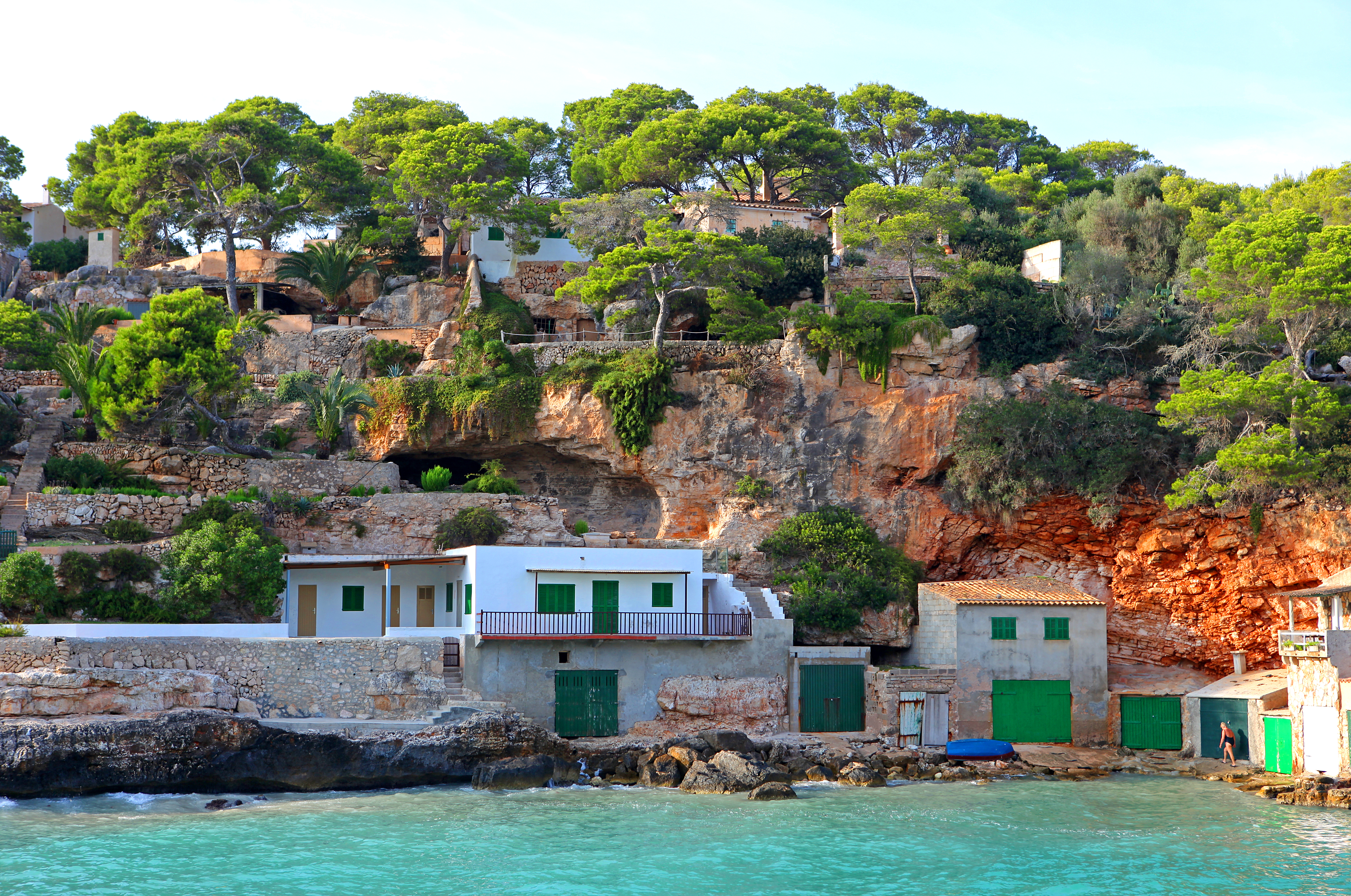
Cala Llombards

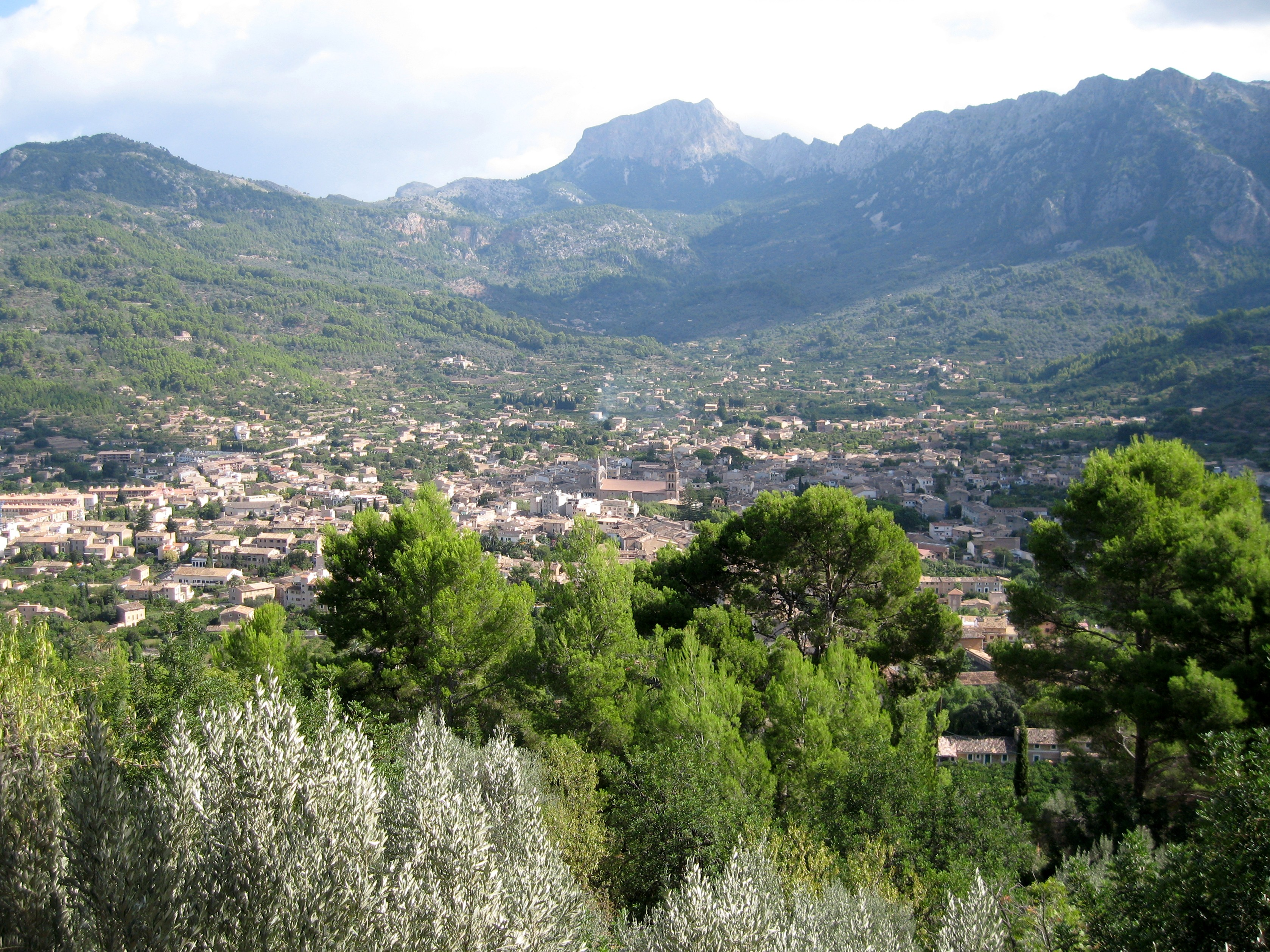
Nejvyšší hora ostrova Puig Major

| - Alaró - Alcudia - Algaida - Andratx - Ariany - Artà - Banyalbufar - Binissalem - Búger - Bunyola - Calvià - Campanet - Campos - Capdepera - Consell - Costitx - Deià - Escorca | - Esporles - Estellencs - Felanitx - Fornalutx - Inca - Lloret de Vistalegre - Lloseta - Llubí - Llucmajor - Manacor - Mancor de la Vall - Maria de la Salut - Marratxí - Montuïri - Muro - Palma - Petra - sa Pobla | - Pollença - Porreres - Puigpunyent - Santa Eugènia - Santa Margalida - Santa María del Camí - Santanyí - Sant Joan - Sant Llorenç des Cardassar - Selva - Sencelles - Ses Salines - Sineu - Sóller - Son Servera - Valldemossa - Vilafranca de Bonany |

## Příroda
Pohoří Tramuntana nabízí vyhlídky do krajiny a žijí tu divoká zvířata. Je ideálním místem pro horolezce.
Mallorca na rozdíl od Kanárských ostrovů nabízí spoustu zeleně.